# 파라다국
파라다국이란 협보(고구려 개국공신)가 한반도에 세운 고대 국가로, 다파라국, 나파라국이라고도 한다.

## 건국
22년 겨울 10월에 왕은 국내로 천도하고 위나암성을 쌓았다. 12월에 왕이 질산(質山) 북쪽에서 사냥하면서 5일이 되어도 돌아오지 않자, 대보(大輔) 협보가 간하였다. “왕께서 새로 도읍을 옮겨 백성들이 아직 안정되지 못하였으므로, 마땅히 부지런히 힘쓰고 형정(刑政)을 돌보아야 할 것입니다. 그런데 이것을 생각하지 않고 말을 달려 사냥하러 나가서는 오랫동안 돌아오지 않으니, 만약 왕께서 잘못을 고쳐 자신을 새롭게 하지 않는다면, 신은 정치가 황폐하고 백성이 흩어져서 선왕의 위업이 땅에 떨어질까 두렵습니다.” 왕은 듣고 크게 노하여 협보의 관직을 빼앗고 관원(官園)을 맡아보게 하였다. 협보는 분하여 남한(南韓)으로 가버렸다.— 『삼국사기』고구려본기 제1권 13 유류명왕 22년(3년) 조  中

위 내용과 같이 협보는 분하여서 남한(남쪽 한반도)으로 가서 새로운 나라를 개국했다는 내용이다.

## 멸망
멸망원인은 밝혀지지 않고 있으나, 20~40년 동안 존속한 나라로 알려졌다.